# Parafodina andriai
Parafodina andriai là một loài bướm đêm trong họ Noctuidae.